# 丁祖诒
丁祖诒（1939年8月29日—2012年3月12日），中華人民共和国民办教育家、西安翻译学院院长及創辦者。
丁祖诒曾任工人、工程師及中學教師。1987年创办西安翻译学院。

## 与方舟子的争论
2004年，方舟子指责丁祖诒发布假消息，声称丁祖诒被“美国50州高等教育联盟”评为“中国最受尊敬大学校长”，并被转载到中国国内许多新闻媒体。稍候，方舟子向洛杉矶时报证实该文章存在，但是一则付费广告。由于有很多人询问此事，洛杉矶时报的工作人员Janette Dean正式回复说：
你送来的图像看来是我们报纸在2004年10月4日第B-6页的扫描或拍摄图像。（图像上面用红字标记的“2004年11月10日”看来是在后来拍摄或扫描时加进去的。） 这个关于某个联盟做了一次调查提名中国顶级大学的加框文字，的确是一个付费广告，而不是由《时报》记者或其他任何记者根据调查而得的事实所写的文章。
The image you sent appears to be a scanned or photographed image of our authentic newspaper page B-6 dated October 4, 2004.  (The November 10, 2004 red date on the image seems to have been added later when the image was taken or scanned.)  The box about the Top Chinese Universities named in a survey by the union mentioned is indeed a paid advertisement and is not an article with researched facts written by a Times staff writer or any reporter. 

同时方舟子也发现“美国50州高等教育联盟”为一个叫贺玉民的人在2004年5月新注册的。
2007年4月，西安市中级人民法院终审判，美国50州高等教育联盟”并非“子虚乌有”，方舟子等没有证据表明洛杉矶时报文章是付费广告。但是洛杉矶时报早已表示那就是一则付费广告。该判决引起了很大的争议。